# Symplecta shikokuensis
Symplecta shikokuensis är en tvåvingeart som beskrevs av Alexander 1953. Symplecta shikokuensis ingår i släktet Symplecta och familjen småharkrankar. Inga underarter finns listade i Catalogue of Life.